# Cintoia
Cintoia è una località che si trova nel comune di Greve in Chianti.

## Storia
Il toponimo Cintoia può essere di derivazione romana se riferito ad una superficie di terreno di una "centuria", cioè 200 iugeri (uno iugero era uguale a 240x120 piedi romani = 2520 m², quindi una centuria corrispondeva a circa 50 ettari), ma è più probabilmente attribuibile al termine longobardo di "centena", una ripartizione amministrativa rurale del periodo altomedioevale.
Tra la fine del X secolo e l'inizio dell'XI secolo si ha notizia di Cintoia, ma per conoscerne l'organizzazione si deve far riferimento alla seconda metà del Duecento. Gli elenchi delle Rationes decimarum (1274-1303) e le liste dei "popoli" che approvvigionarono l'esercito fiorentino recante aiuto a Montalcino nel 1260, nel Libro di Montaperti servono allo scopo. Dal Libro di Montaperti si ha infatti notizia del Populus Sancte Marie ad Cintoia (il castello di Cintoia). In un documento del 1073 sono citati dei Boni homines di Cintoia che prestano giuramento per la loro comunità. Nel 1153 si fa menzione di un burgo de castro de Cintorio.
Il castello di Cintoia oggi è quasi tutto distrutto, l'abitato che lo circonda è formato da edifici che presentano archivolti ed architravi in porte e finestre e muratura in filaretto; le abitazioni sono state ristrutturate. In una bozza di pietra delle superstiti strutture murarie del castello di Cintoia, c'è scolpita una croce di tipo gerosolimitano, segno dell'esistenza di un ricovero per viandanti.
Nei primi anni del Trecento, quando la Repubblica fiorentina istituì le "Leghe" per organizzare il contado, nacque la "Liga Cintoie et Vallis Robiane". Questa Lega era costituita dal plebato di Cintoia, da quello di San Miniato di Rubbiana e da alcuni popoli del plebato dell'Impruneta. Essa è ricordata negli Statuti del Capitano del Popolo (1322-1325).
La Lega di Cintoia ebbe un proprio Statuto giurisdizionale e amministrativo e disponeva sui Consigli e sugli Uffici. Essa fu poi unita alla Lega di Val di Greve, insieme alla quale formò la Podesteria di Val di Greve, antenata del Comune.

## Architetture religiose
- Pieve di San Pietro a Cintoia
- Chiesa di Santa Maria a Cintoia (Greve in Chianti)